# 玛尔特·埃利亚松
玛尔特·埃利亚松（挪威語：Marte Eliasson，1969年9月27日—），生于特隆赫姆，挪威前女子手球运动员。她曾代表挪威国家队参加1988年夏季奥林匹克运动会手球比赛，获得一枚银牌。